# Iris reticulata
Espèce
Iris reticulata est une espèce de plantes de la famille des Iridacées.